# Mother Hood
Mother Hood e.V. ist ein deutscher Verein und eine Elterninitiative mit Sitz in Bonn. Das Ziel ist eine bessere Versorgungsstruktur in der Geburtshilfe in Deutschland. Außerdem bietet der Verein Familien ein breites Netzwerk und Aufklärung mit wissenschaftlich fundierten Informationen.

## Gründungsgeschichte
Im Februar 2014 kündigte die Nürnberger Versicherung ihren Ausstieg aus der Berufshaftpflichtversicherung von freiberuflichen Hebammen an. Zu diesem Zeitpunkt war die Nürnberger Versicherung Teil eines Versicherungsverbundes, dem ohne die Beteiligung der Nürnberger der Zusammenbruch drohte, da keine andere Versicherung bereit war, den freiwerdenden Teil zu übernehmen. Dies hätte für die freiberuflichen Hebammen zum Sommer 2015 den Effekt eines Berufsverbotes gehabt, da Hebammen als Angehörige der Heilberufe verpflichtet sind, eine Berufshaftpflichtversicherung abzuschließen.
Die Nachricht vom drohenden Aus für die freiberuflichen Hebammen schlug in den sozialen Medien ein, während die Resonanz in den Printmedien eher verhalten war. Insbesondere Frauen und Mütter mit noch vorhandenem Kinderwunsch reagierten. Noch am selben Tag gründeten einige Eltern die Gruppe Hebammenunterstützung auf Facebook, die zunächst einen Sammelpunkt für den Elternprotest darstellte und innerhalb von 24 Stunden mehr als 60.000 Mitglieder generierte. In den folgenden Monaten wurden aus dieser Gruppe heraus zahlreiche Demonstrationen, Mahnwachen und andere Protestaktionen organisiert. Um als Elterninitiative professionell arbeiten zu können, wurde ein Jahr später von den Aktiven der gemeinnützige Verein Mother Hood gegründet.

## Aktivitäten
Noch als Elternprotest startete die Elterninitiative 2014 die Aktion Triff deinen Abgeordneten, in der Eltern binnen weniger Monate über 100 Landtags- und Bundestagsabgeordnete über die drohende Unterversorgung bei Hebammen und Kreißsälen informierten. Bis heute treffen sich Vereinsaktive regelmäßig mit Politikern und Regierungsvertretern auf Lokal-, Landes- und Bundesebene.
In Kooperation mit Mother Hood ging 2017 der Film Die sichere Geburt auf Kinotournee und wurde in zahlreichen Städten mit anschließenden Podiumsdiskussionen gezeigt. Besondere mediale Aufmerksamkeit erhielt der Verein im Sommer 2017 durch eine „Reisewarnung“ für Schwangere wegen der Unterversorgung im Bereich Geburtshilfe in einigen Regionen Deutschlands. Seitdem werden Vertreterinnen von Mother Hood regelmäßig zu Interviews und Diskussionsrunden in Fernsehen und Rundfunk eingeladen, um über die Probleme in der Geburtshilfe zu berichten.
Während das drohende Berufsverbot für freiberufliche Hebammen infolge aktiven Protests und politischer Arbeit 2014 durch die Einführung eines Sicherstellungszuschlages zunächst abgewendet wurde, stellte sich die Gesamtsituation in der geburtshilflichen Versorgung während Schwangerschaft, Geburt und dem Wochenbett weiterhin als schwierig dar. Mother Hood arbeitet daran im wissenschaftlichen Bereich mit bei der Durchführung von Studien und der Übersetzung von Fachtexten. Auf politischer und fachlicher Ebene sitzen Vertreter des Vereins an Runden Tischen sowie in zahlreichen Gremien (z. B. dem Gemeinsamen Bundesausschuss, G-BA). Der Verein wirkte als Patientenvertretung an der S3-Leitlinie Die vaginale Geburt am Termin mit, die im Januar 2021 veröffentlicht wurde. Daneben gibt Mother Hood in regelmäßigen Abständen eigene Veröffentlichungen zu aktuellen Themen und zur Aufklärung heraus. Einen großen Anteil der Aufklärungsarbeit haben die Social-Media-Aktivitäten des Vereins.
Im April 2019 sprach eine Vorständin des Vereins als Sachverständige vor der Kinderkommission des Deutschen Bundestages über die Missstände in der Geburtshilfe und die drohenden Auswirkungen auf die Kindergesundheit. Im Rahmen des Gesetzgebungsverfahrens zum Hebammenreformgesetz (HebRefG), das eine vollständige Akademisierung der Hebammenausbildung in Deutschland einführt, wurde Mother Hood im Juni 2019 als Sachverständige zur Anhörung vor den Gesundheitsausschuss angehört. Während der COVID-19-Pandemie in Deutschland wirkt der Verein als Anlaufstelle für Schwangere und Familien im Zusammenhang mit COVID-19.
Im Juni 2020 rief Mother Hood gemeinsam mit dem Verein International Society for pre- and perinatal Psychology and Medicine (ISPPM) ein Hilfetelefon nach schwieriger Geburt ins Leben. Es bietet Menschen mit schwieriger oder belastender Geburtserfahrung die Möglichkeit, über die Geburt sprechen zu können.